# Amé II de Sarrebruck-Commercy
Pour les articles homonymes, voir Amé.
Amé II de Sarrebruck-Commercy, (1435 - 1476), seigneur de Commercy-Château-Haut, est le fils de Robert Ier de Sarrebruck-Commercy et de Jeanne de Pierrepont comtesse de Roucy et de Braine.

## Biographie
À la mort de son père il lui succède dans la seigneurie de Commercy et à la tête du comté de Braine ; Robert Ier de Sarrebruck-Commercy ayant laissé de sombres souvenirs dans sa seigneurie Amé II préfère résider à Braine. Il assiste avec son frère Jean VII, comte de Roucy, au sacre de Louis XI.

## Mariage et descendance
Il épouse en 1462 Guillemette, (1435 - vers 1500), fille de Thibault de Luxembourg et de  Philippine de Melun, de qui il a Robert II.

### Sources
- Charles Emmanuel Dumont, Histoire de la ville et des seigneurs de Commercy, Volume 1, N. Rolin, 1843 (lire en ligne), p. 281 à 284